# Titești
Titești è un comune della Romania di 1 144 abitanti, ubicato nel distretto di Vâlcea, nella regione storica della Muntenia. 
Titești è divenuto comune autonomo nel 2004, staccandosi dal comune di Perișani